# Lauri Ihalainen
Lauri Armas Ihalainen (ur. 14 maja 1947 w Pihtipudas) – fiński działacz związkowy i polityk, poseł do Eduskunty, od 2011 do 2015 minister pracy.

## Życiorys
Z zawodu stolarz, ukończył szkołę zawodową. Krótko pracował fizycznie, wkrótce zaangażował się w działalność związkową w ramach centralnej organizacji fińskich związków zawodowych SAK (Suomen Ammattiliittojen Keskusjärjestö), największego krajowego zrzeszenia pracowniczego. Od początku lat 70. był etatowym działaczem związkowym różnego szczebla. W latach 1990–2009 nieprzerwanie kierował tą federacją.
Zaangażował się także w działalność Socjaldemokratycznej Partii Finlandii. W wyborach parlamentarnych w 2011 z listy tego ugrupowania uzyskał mandat deputowanego do Eduskunty. Do krajowego parlamentu dostał się, kandydując w okręgu wyborczym Uusimaa. 22 czerwca 2011 objął stanowisko ministra edukacji w rządzie Jyrkiego Katainena. Pozostał na tym stanowisku również w utworzonym w 2014 gabinecie Alexandra Stubba. W 2015 z powodzeniem ubiegał się o poselską reelekcję. 29 maja tegoż roku zakończył urzędowanie jako minister.